# Ana Čičerova
Ana Vladimirovna Čičerova (rusko Анна Владимировна Чичерова), ruska atletinja, * 22. julij 1982, Erevan, Sovjetska zveza.
Nastopila je na poletnih olimpijskih igrah v letih 2004, 2008 in 2012, ko je osvojila naslov olimpijske prvakinje v skoku v višino, leta 2008 pa bronasto medaljo, ki je je bila leta 2016 odvzeta zaradi dopinga. Na svetovnih prvenstvih je osvojila zlato ter po dve srebrni in bronasti medalji, na svetovnih dvoranskih prvenstvih dve srebrni in bronasto medaljo, na evropskih dvoranskih prvenstvih pa zlato medaljo. 